# イブ・ロッシー

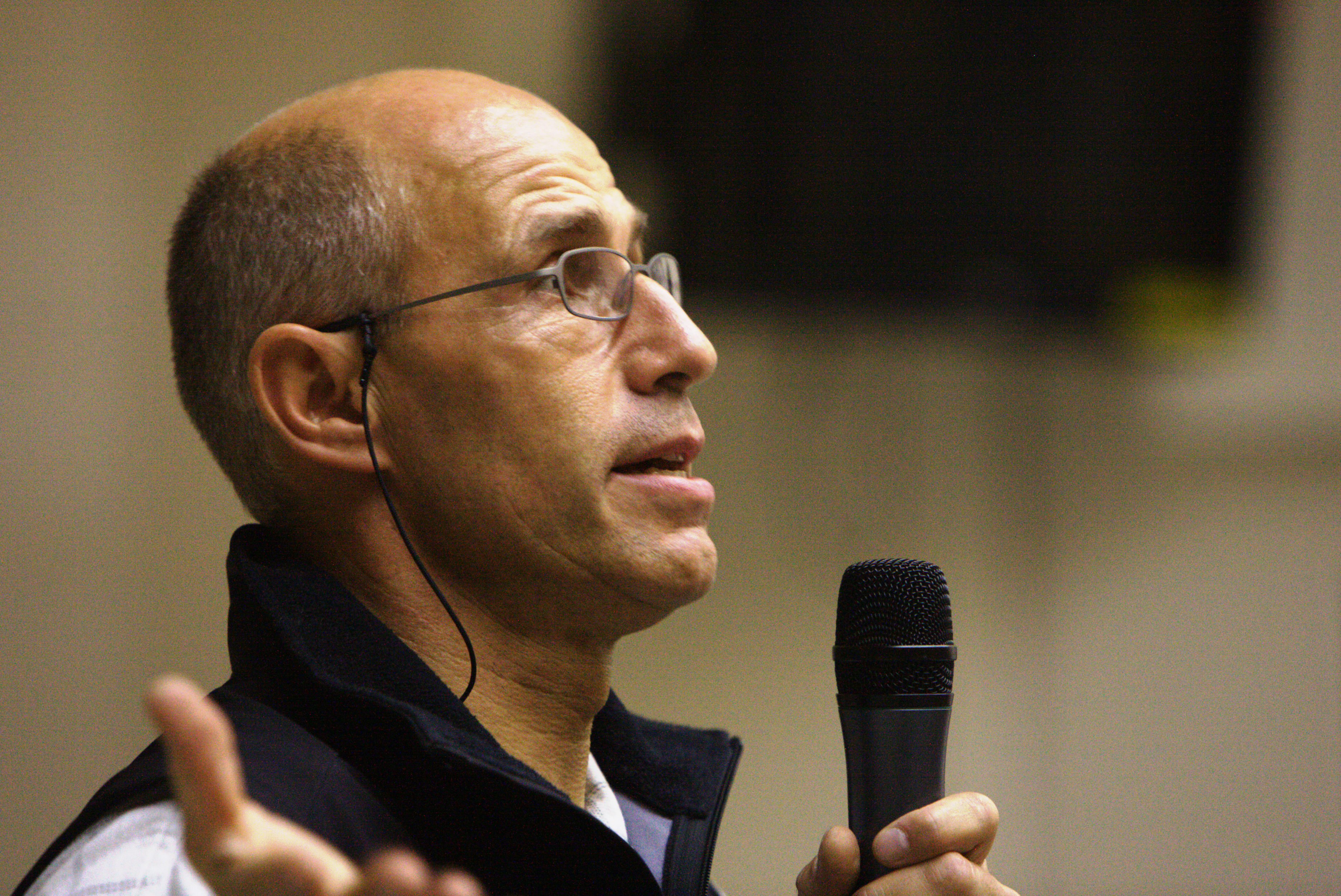
イブ・ロッシー

イブ・ロッシー（Yves Rossy , 1959年8月27日 - ）は、スイスの発明家、パイロット。人類史上初めてジェットエンジンを搭載した翼を背負い空を飛んだ人物。

## 来歴
ロッシーは以前、スイス空軍（英語版記事）の戦闘機のパイロットをしていた経歴の持ち主であり、ミラージュIII、F-5、ホーカーハンターなどを操縦していた。軍を退役した後はスイス航空でボーイング747のパイロットとして勤務し、現在はスイスインターナショナルエアラインズのエアバスA320のパイロットを務めている。 

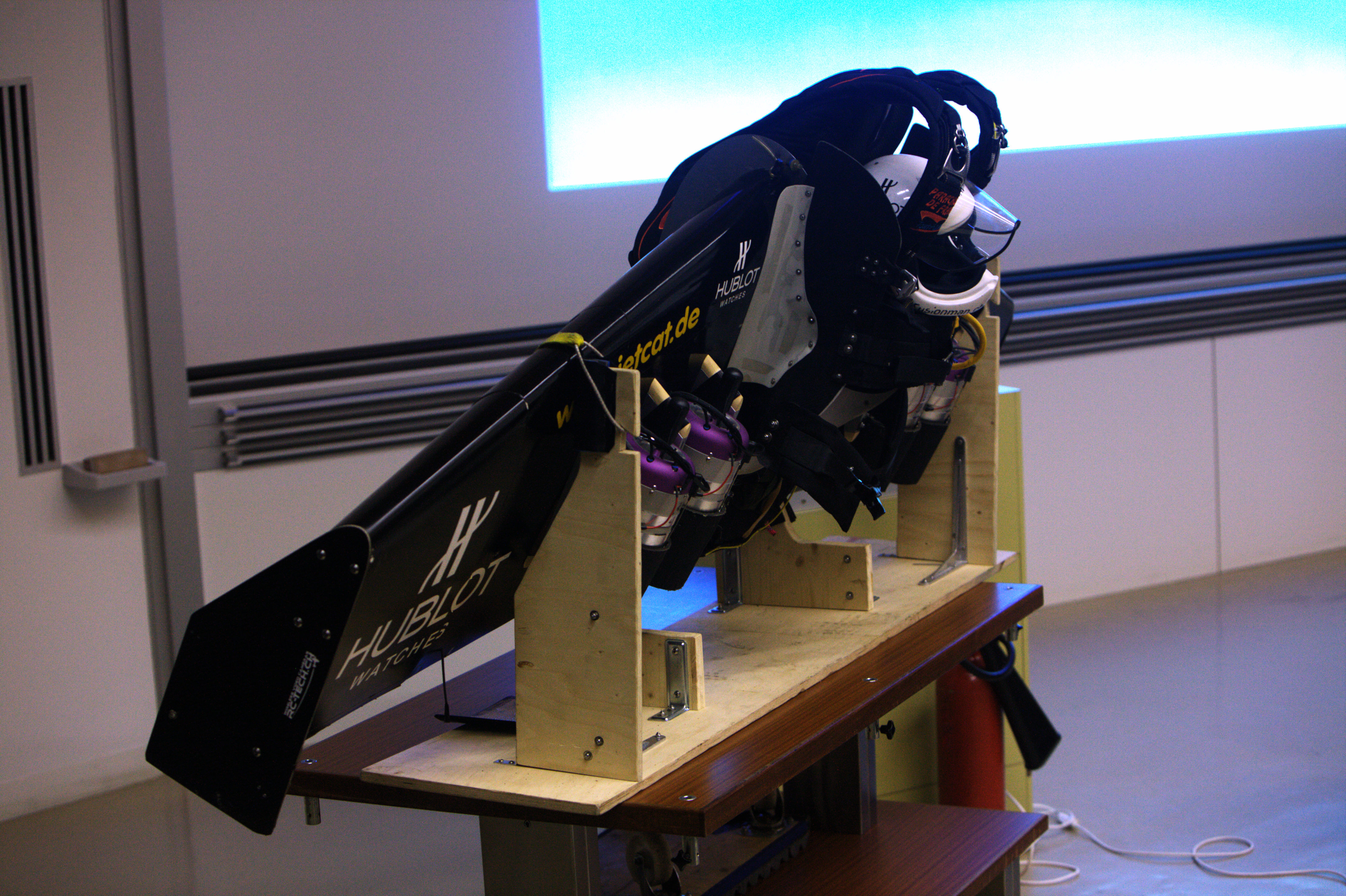
ジェット・ウィングパック。ジェットエンジンを搭載した、背負える翼

人間がむき出しの状態で空を飛べる装置としては、第二次世界大戦中にジェットパックが考案されてはいたが、これは当時開発困難で浮かび上がることも困難だった。飛行機のパイロットであるロッシーはジェット・ウィングパック（英: Jet wingpack）という名の装置を発明・開発した。これは折りたたみのできるカーボンファイバー製の、翼幅が約2.4メートルほどの飛行機型の翼の下にケロシンを燃料とする小型のジェットエンジンを4つ搭載した、リュックサックのように背負える装置である。また、飛行の際にジェットエンジンの高熱排気にも耐えられるように消防士やレーシングドライバーが着用するような防火性の高い服を用意した。飛行の際にはまず小型飛行機に乗って上空に移動し、翼をリュックのように背負ったままドアを開けて飛び降り、滑空（ほぼ落下）しつつジェットエンジンを始動し、高速飛行状態に移行する。飛行終了後にはパラシュートを開いて地上に降りる。
最初の飛行実験は2004年6月24日にジュネーヴ上空で行い、それ以降30回以上の飛行実験を重ね、2008年5月14日にジュネーブ湖の近くにあるベックスで初の公開デモンストレーションを行い、約6分間、空を飛ぶことに成功した。
2008年9月26日には、フランスのカレーからドーバー海峡を横断してイギリスのドーバーへと9分7秒で飛行することに成功し、最高速度は299km/hに達した。その動画はインターネット上で公開されている。
同2008年、今度はアルプス越えに挑戦、その際には 304 km/hを記録した。
2011年5月7日にアメリカ合衆国のグランド・キャニオンの上空おいて約8分間の飛行を行った。
なおロッシーとそのスポンサーは2008年までに装置の開発・改良のために19万ドル以上を投入した。
他
ロッシー自身は自分のことをジェットマン (Jet Man)と自称し、フージョンマン (Fusion Man)とも通称されている。